# Euryglossina healesvillensis
Euryglossina healesvillensis är en biart som beskrevs av Exley 1968. Euryglossina healesvillensis ingår i släktet Euryglossina och familjen korttungebin. Inga underarter finns listade i Catalogue of Life.

## Bildgalleri

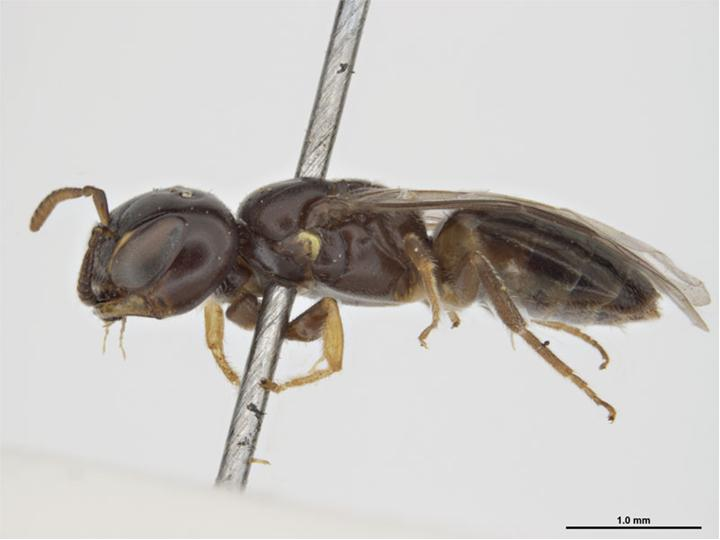